# Primeiro-ministro dos Países Baixos
O primeiro-ministro dos Países Baixos (em neerlandês: Minister-president van Nederland) é o chefe do ramo executivodo governo dos Países Baixos. Embora o monarca seja o chefe de governo de jure, o primeiro-ministro de facto ocupa esse papel, presidindo o Conselho de Ministros e coordenando sua política com o restante do gabinete. Além de chefiar o governo, o primeiro-ministro representa os Países Baixos no Conselho Europeu. O atual primeiro-ministro, Dick Schoof, está no cargo desde 2 de julho de 2024, quando seu gabinete também foi empossado no mesmo dia.

## História
Gradualmente, o papel de primeiro-ministro tornou-se uma função oficial de líder governamental, assumido pelo líder político do maior partido. Desde 1845, o papel de primeiro-ministro tornou-se relevante. Naquele ano, a Constituição dos Países Baixos foi alterada para tornar os ministros responsáveis perante as Cortes Gerais e não mais perante o rei, que atuava como líder do gabinete. Até 1901, o cargo de presidente do Conselho de Ministros era oficialmente rotativo entre os ministros. Entre 1901 e 1945, o cargo ainda rotacionava formalmente, mas políticos proeminentes poderiam reivindicar um período de quatro anos.
Em 1937, foi instituído um Ministério dos Assuntos Gerais, que estava informalmente ligado ao primeiro-ministro. Barend Biesheuvel (1971–1974) foi o último primeiro-ministro que não era o líder político do maior partido no gabinete; na verdade, ele liderava o terceiro maior partido. Em 1983, o papel de primeiro-ministro foi formalizado na constituição.
A posição do primeiro-ministro foi reforçada pela criação do Conselho Europeu. Em novembro de 2006, as regras de procedimento do conselho de ministros foram alteradas para permitir que o primeiro-ministro colocasse qualquer item na agenda do conselho, sem precisar mais esperar que um ministro tomasse a iniciativa. Uma mudança nas regras de procedimento do gabinete em julho de 2008 permitiu que o primeiro-ministro gerenciasse os custos da Casa Real entre os departamentos, concentrando um departamento no controle dos custos da Casa Real que são cobertos por vários ministérios.

## Função
Embora o primeiro-ministro seja a figura política líder dos Países Baixos e detentor de facto do cargo mais alto, ele não possui tanto poder quanto, por exemplo, o primeiro-ministro britânico ou o chanceler alemão. Isso se deve principalmente ao fato de que historicamente todos os ministros neerlandeses costumavam ser responsáveis perante o monarca (como também é verdade para primeiros-ministros em outros países); os ministros se revezavam no cargo de primeiro-ministro e, nessa função, tinham pouco ou nenhum controle sobre os outros ministros. O papel do primeiro-ministro ganhou importância quando os ministros passaram a ser responsáveis perante o parlamento, e a posição passou a ser reservada principalmente para o líder do maior partido político na Câmara dos Representantes. Ainda assim, devido aos poderes limitados em comparação com seus equivalentes em outras democracias parlamentares vizinhas, o papel do primeiro-ministro é descrito como primus inter pares ("o primeiro entre iguais").

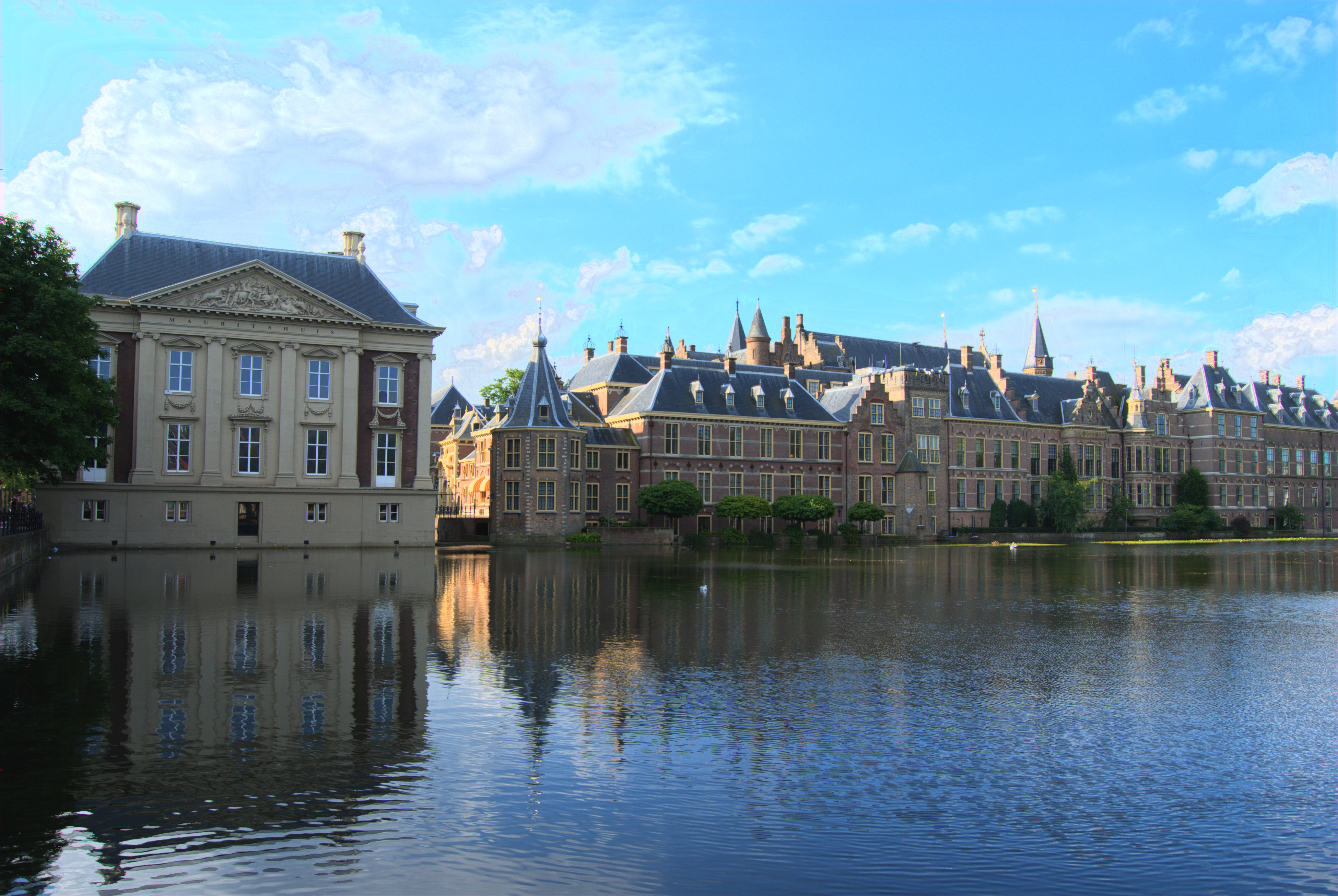
O Ministério dos Assuntos Gerais no Binnenhof, em Haia. O escritório do primeiro-ministro, "Het Torentje", é a torre octogonal ao centro-esquerda.

Após a revisão constitucional de 1983, o cargo de primeiro-ministro foi formalizado na Constituição dos Países Baixos pela primeira vez. De acordo com a Constituição, o Governo é constituído pelo rei e pelos ministros. A Constituição estipula que o primeiro-ministro preside o Conselho de Ministros (artigo 45) e é nomeado por decreto real (artigo 43). O decreto real de sua própria nomeação e dos outros ministros deve ser countersigned pelo primeiro-ministro (artigo 48). O rei não participa mais das reuniões do Conselho de Ministros. 
O primeiro-ministro preside as reuniões semanais do Conselho de Ministros e tem o poder de definir a agenda dessas reuniões. Ele também é Ministro dos Assuntos Gerais (Minister van Algemene Zaken), desempenhando um papel importante na coordenação de políticas e sendo responsável pelo Serviço de Informação do Governo (em neerlandês: Rijksvoorlichtingsdienst). 
O primeiro-ministro também é responsável pela Casa Real e tem uma reunião semanal com o rei sobre a política do governo. Informalmente, o primeiro-ministro atua como "rosto" do gabinete perante o público. Após as reuniões do gabinete às sextas-feiras, o primeiro-ministro realiza uma coletiva de imprensa sobre as decisões do gabinete e os assuntos atuais. O primeiro-ministro também possui funções em assuntos internacionais, participando do Conselho Europeu a cada seis meses e mantendo contatos bilaterais. Desde a década de 1980, o escritório do primeiro-ministro está localizado em uma torre octogonal chamada "A Pequena Torre" (Torentje), no Binnenhof em Haia. A residência oficial (usada apenas para funções oficiais) é o Catshuis; o último primeiro-ministro a morar no Catshuis foi Dries van Agt.
Embora os primeiros-ministros sejam quase sempre os líderes políticos de seus partidos e, como tal, escolhidos como membros da Câmara dos Representantes, eles (assim como outros ministros que foram escolhidos como representantes) são obrigados a renunciar ao seu assento durante o mandato, pois os ministros neerlandeses não podem ser membros do parlamento.

## Nomeação
O sistema eleitoral neerlandês torna praticamente impossível para um único partido obter maioria absoluta na Câmara dos Representantes; nenhum partido o fez desde 1900. Portanto, os governos dos Países Baixos são sempre coalizões entre dois ou mais partidos. Após as eleições mais recentes, a Câmara dos Representantes nomeia um "explorador" para buscar conselhos sobre como interpretar os resultados eleitorais (um papel coordenado pelo monarca antes de 2012). Com base nesses conselhos, a Câmara nomeia um "informateur" para verificar as coalizões potenciais e liderar as negociações entre os parceiros em potencial. Se bem-sucedido, a Câmara então nomeia um "formateur", que conclui as negociações entre os membros da coalizão em potencial. O formateur é quase sempre o líder do maior partido na coalizão em potencial, e assim se torna de facto o primeiro-ministro designado. Antes de 2012, o monarca tinha um papel considerável nesse processo, particularmente nas fases iniciais e na nomeação de informadores e formadores. Reformas em 2012 transferiram essas tarefas para a Câmara dos Representantes, eliminando em grande parte a influência real no processo.
Geralmente, são necessários vários meses de negociações antes que um formador esteja pronto para aceitar um convite formal do rei para formar um governo. O monarca então nomeia os ministros e secretários de Estado (ministros juniores), que renunciam a seus assentos na Câmara ou outros empregos se nomeados sem serem representantes.
Os partidos da segunda maior coalizão geralmente fornecem o vice-primeiro-ministro dos Países Baixos. Se houver mais partidos na coalizão, geralmente cada um deles também nomeia um dos seus ministros como vice-primeiro-ministro.

## Vice-primeiro-ministro
Os vice-primeiros-ministros são nomeados pelo rei. Normalmente, todos os parceiros juniores na coalizão recebem um vice-primeiro-ministro; eles são classificados de acordo com o tamanho de seus respectivos partidos. O vice-primeiro-ministro sênior presente preside a reunião do gabinete na ausência do primeiro-ministro. O membro mais antigo do gabinete preside a reunião na ausência do primeiro-ministro e de todos os vice-primeiros-ministros.

## Reino dos Países Baixos
O primeiro-ministro também é presidente do Conselho de Ministros do Reino dos Países Baixos e, portanto, lida com assuntos que afetam os outros países Aruba, Curaçau e Sint Maarten no reino. Os gabinetes independentes de Aruba, Curaçao e Sint Maarten também têm seus próprios primeiros-ministros: Evelyn Wever-Croes (Primeira Ministra de Aruba), Gilmar Pisas (Primeiro Ministro de Curaçao) e Silveria Jacobs (Primeira Ministra de Sint Maarten). O Conselho de Ministros do Reino dos Países Baixos inclui ministros plenipotenciários dos outros países do reino. Estes não estão incluídos no governo do reino.